# Can Riba de la Serra
Can Riba de la Serra és una masia de Granollers (Vallès Oriental) protegida com a Bé Cultural d'Interès Local.

## Descripció
Masia orientada cap al sud, composta de planta, pis i golfes. Està coberta a una vessant.
La seva porta, amb arc de mig punt, és adovellada i a la clau hi ha un escut de l'any 1608.
A la part superior hi ha una altra inscripció de l'any 1363. Al pis, als costats de la porta principal, hi ha dos balcons. A les golfes hi ha dues parelles de finestres geminades amb arc de mig punt.
La porta i les finestres de l'esquerra de la façana semblen degudes a una ampliació.

## Història
Al costat de la masia descrita, hi ha la seva predecessora -possiblement del segle xiii-.
El 1363, Berenguer Riba, vengué la masia al seu fill, en Guillem Riba.
El XVII, es construí l'edifici.